# Protonuraghe Peppe Gallu

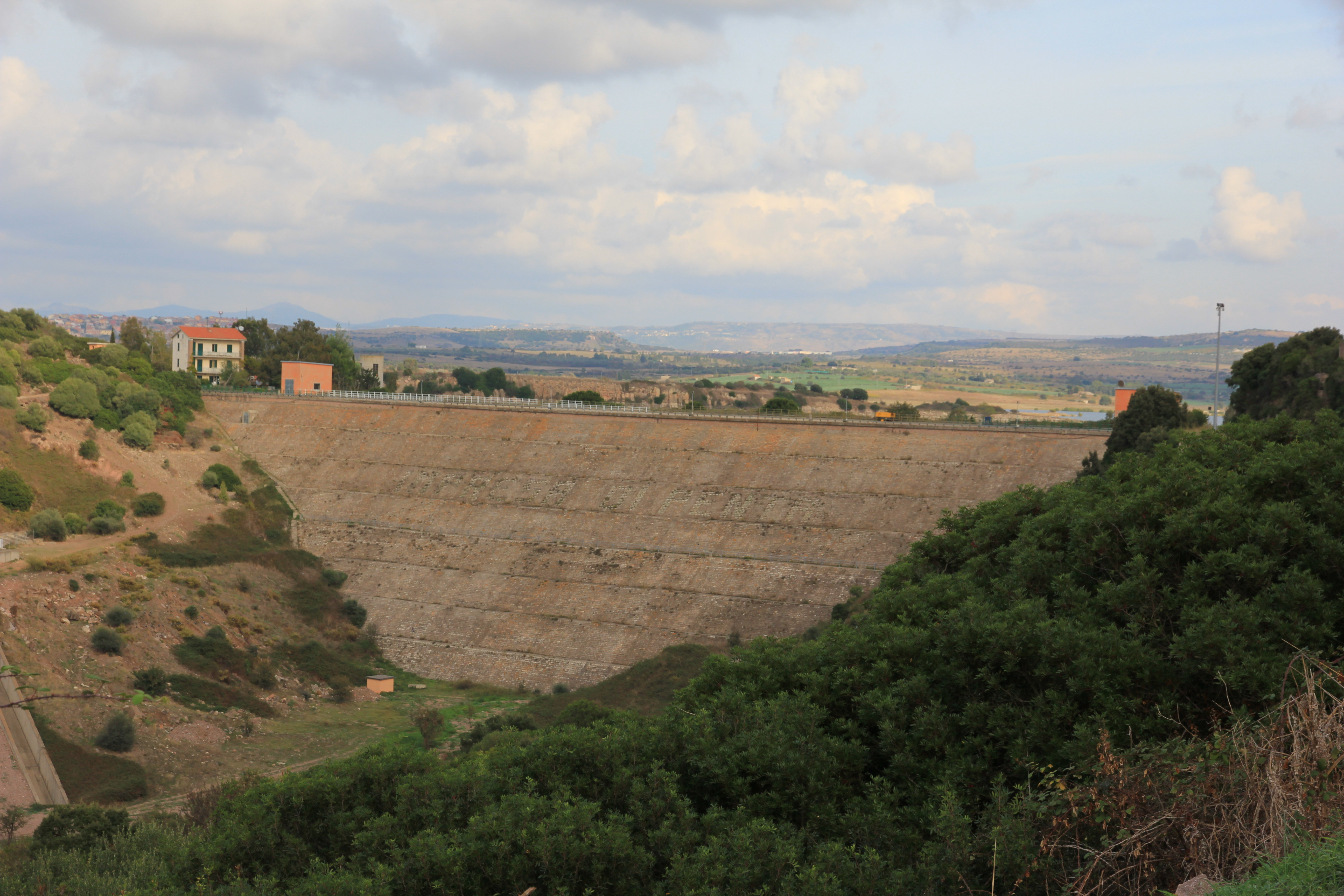
Staumauer des Lago del Cuga

Die Protonuraghe Peppe Gallu etwa südwestlich von Uri in der Metropolitanstadt Sassari auf Sardinien wurde weitgehend abgetragen. Ihre Steine wurden für den Bau des Stausees Lago del Cuga verwendet.
Die Peppe Gallu war einer der ersten Protonuraghen (auch Korridor- oder Pseudonuraghen, italienisch Nuraghe a corridoio), die untersucht wurden. Die Quellen berichten, dass sie der Archäologe Hercules Contu vor der Abtragung in den 1960er Jahren untersuchte.
Sie ist etwa oval in der Form und die Innenräume sind zusammengebrochen. Die Außenwände waren aus Zyklopenmauerwerk gebaut, mit unregelmäßig geformten, polygonalen Steinen, die nicht in Lagen gesetzt waren. Die Protonuraghe hatte eine runde oder halbrunde Innenkammer, die an einem langen engen Gang lag, mit Eingang im Osten, dessen Spuren erhalten sind.

## Zeitstellung
Die etwa 300 Protonuraghen auf Sardinien entstanden während der Phase B der zweiphasigen Bonnanaro-Kultur, die als Nachfolger der sowohl megalithischen als auch kupferzeitlichen Monte-Claro-Kultur etwa zwischen 1800 und 1500 v. Chr. herrschte.